# Granger (Indiana)
Granger è una città degli Stati Uniti d'America, classificata come CDP e situata nello Stato dell'Indiana, nella Contea di St. Joseph.